# 大辞林

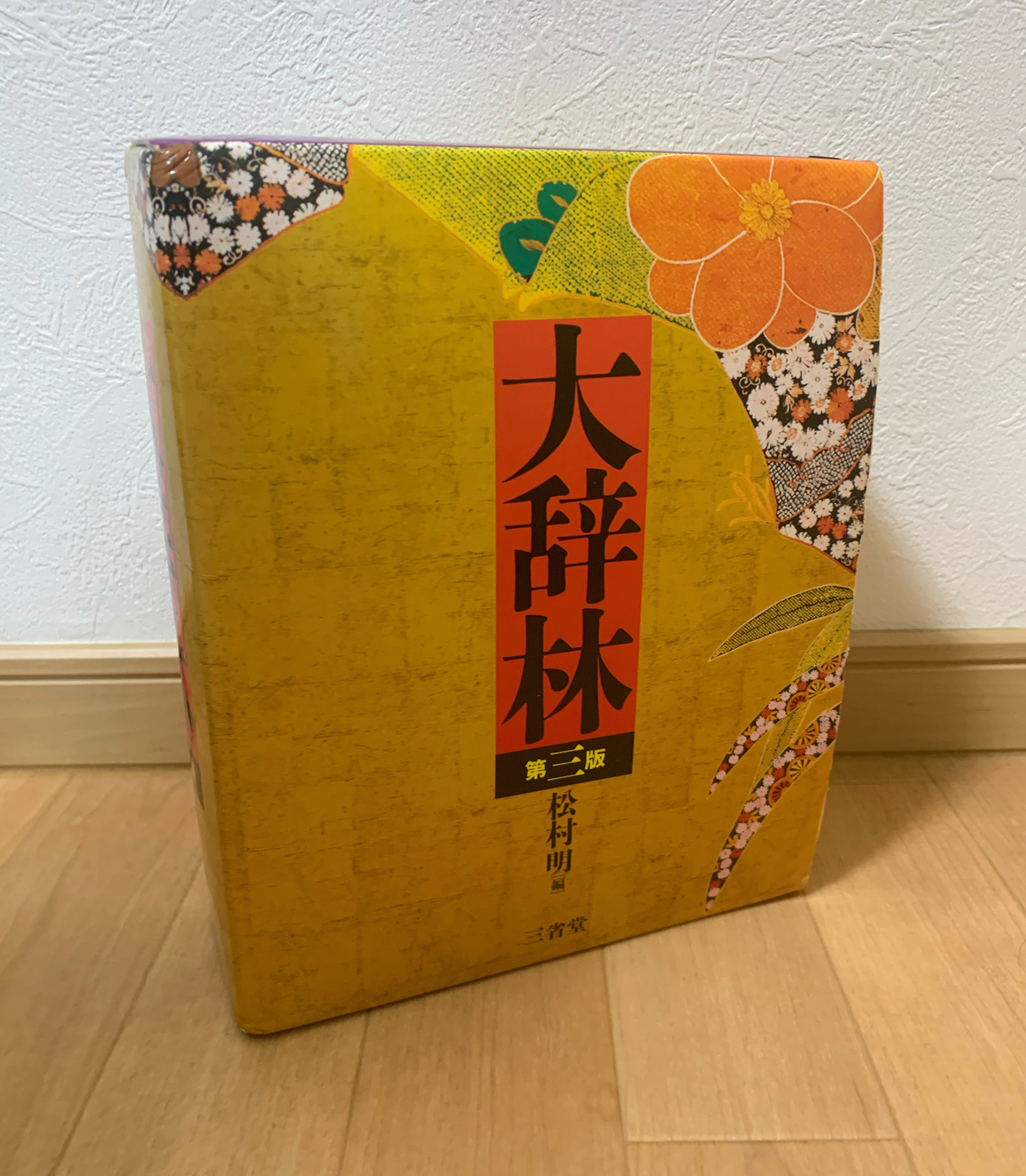
《大辞林》三版

《大辞林》是日本的三省堂所發行的中型日語辭典，目前與岩波書店的廣辭苑並為日本最主要的兩部中型日語辭典。另外大辞林都會附上重音標示。最近一次的改訂是在2019年出版。其書籍版收錄約238,000個詞彙，網上版則約有257,000個詞彙。
大辭林亦積極開放電子版本。例如2008年12月5日委由物書堂製作之iPhone/iPod touch開始在App Store銷售。

## 歷史

### 和語版

#### 初版 (ISBN 4-385-14001-4)
1988年11月3日出版。1959年，有人提出出版一個新辭典與《廣辭苑》競爭的計畫。

#### 二版 (ISBN 4-385-13900-8)
1995年11月3日出版。包括約233,000詞條。之後補充詞條，稱為，為電子辭典，包括約250,000詞條。

#### 三版 (ISBN 4-385-13905-9)
2006年10月27日出版。包括238,000詞條，總頁數2,976頁。有網路版與紙本版，稱為。另外，還有擴充的電子版。2015年7月，網路版的擴充，約包括265,000詞條。

#### 四版
2019年9月5日出版。包括251,000詞條，總頁數3100頁，但是比三版薄。

### 和漢版
- 雙解日漢辭林 (ISBN 978-957-11-4904-2, 1A88): 由五南文化事業機構出版。此乃《辭林21》的改名改訂版，是其本身是《大辭林初級》為基礎建構而成。包括150,000詞條。

- 第1印刷 (2007-11-01)

- 新日漢辭林 (ISBN 978-957-11-6084-9, 1A89): 由五南文化事業機構出版。以大辞林第二版爲準。包括170,000詞條。

- 第1印刷 (2010-10-01)

## 外部連結
- 官方网站 （日語）
- 五南文化事業機構: 雙解日漢辭林（页面存档备份，存于）, 新日漢辭林 （页面存档备份，存于）